# Биумарис
Биума̀рис (на английски: Beaumaris; на уелски: Biwmares, Биума̀рес) е малък град в Северен Уелс, графство Ангълси. Разположен е на брега на Ирландско море на едноименния остров Ангълси. Има малко пристанище пуснато в експлоатация през 1846 г. Населението му е 2040 жители според данни от преброяването през 2001 г.